# Catalina Pérez y Vázquez
Catalina Pérez y Vázquez (Madrid, 1624 - Salamanca, 6 de novembre de 1675), de nom religiós Catalina de San Miguel, va ser una religiosa agustina recol·lecta llega castellana.
Va néixer a Madrid el 1624, filla de Juan Pérez i María Vázquez. Hom afirma que la seva mare va ser una dona molt virtuosa i creient, amb la qual es va educar i ben aviat va demostrar vocació religiosa.
El 1643, quan tenia 19 anys, va prendre l'hàbit de llega al convent d'agustines recol·lectes de Salamanca, on va ser exemple de virtuts. Dedicada a l'oració a les nits, va tenir al seu càrrec la cuina durant molts anys. Va ser molt estimada per la comunitat i es deia que les seves mans feien augmentar les vitualles. També va escriure l'obra Vida interior, recollida a la seva mort pel seu confessor.
Malalta des de 1671, va morir el 6 de novembre de 1675, a causa d'una febre molt forta.